# ويليام دالي
ويليام دالي (بالإنجليزية: William Dale)‏ هو نجار وباني ‏ وسياسي بريطاني وأسترالي (وحمل سابقاً جنسية المملكة المتحدة لبريطانيا العظمى وأيرلندا)، ولد في 1827، وتوفي في 15 فبراير 1904. انتخب عضو مجلس النواب جنوب أستراليا من الجمعية عن دائرة Electoral district of The Burra and Clare ‏ وقد انضم خلال فترته النيابية ‏ (23 مارس 1860 – 22 مارس 1862)  للكتلة البرلمانية مستقل.